# Marie Bak
Marie Bak (født 1898) var en dansk digter og forfatter. Marie Bak skrev  digtsamlingerne I Solskin og Graavejr (1946),  Uret minder - Tiden svinder (1947) og Skyerne spredes (1948) Glimt fra volden (1949)